# Olena Iurkovska
Olena Iurkovska, née le 27 septembre 1983, est une sportive handicapée ukrainienne, pratiquant le biathlon en ski assis et le ski de fond. Elle a également participé aux Jeux paralympiques d'été de 2004 dans l'équipe ukrainienne de volley-ball. Elle est nommée Héros d'Ukraine par le président Viktor Iouchtchenko le 3 avril 2006.

## Palmarès
- Jeux paralympiques d'hiver de 2006 à Turin
  -  Médaille d'or en biathlon 10 km
  -  Médaille d'or en biathlon 7.5 km
  -  Médaille d'or en ski de fond 2.5 km
  -  Médaille d'or en ski de fond 5 km
  -  Médaille d'argent en ski de fond 10 km

- Jeux paralympiques d'hiver de 2010 à Vancouver
  -  Médaille d'or en biathlon 2.4 km poursuite assises
  -  Médaille d'argent en ski de fond 1 km sprint assises
  -  Médaille d'argent en ski de fond relais 3 × 2,5 km
  -  Médaille d'argent en biathlon 10 km assises
  -  Médaille de bronze en ski de fond 10 km assises

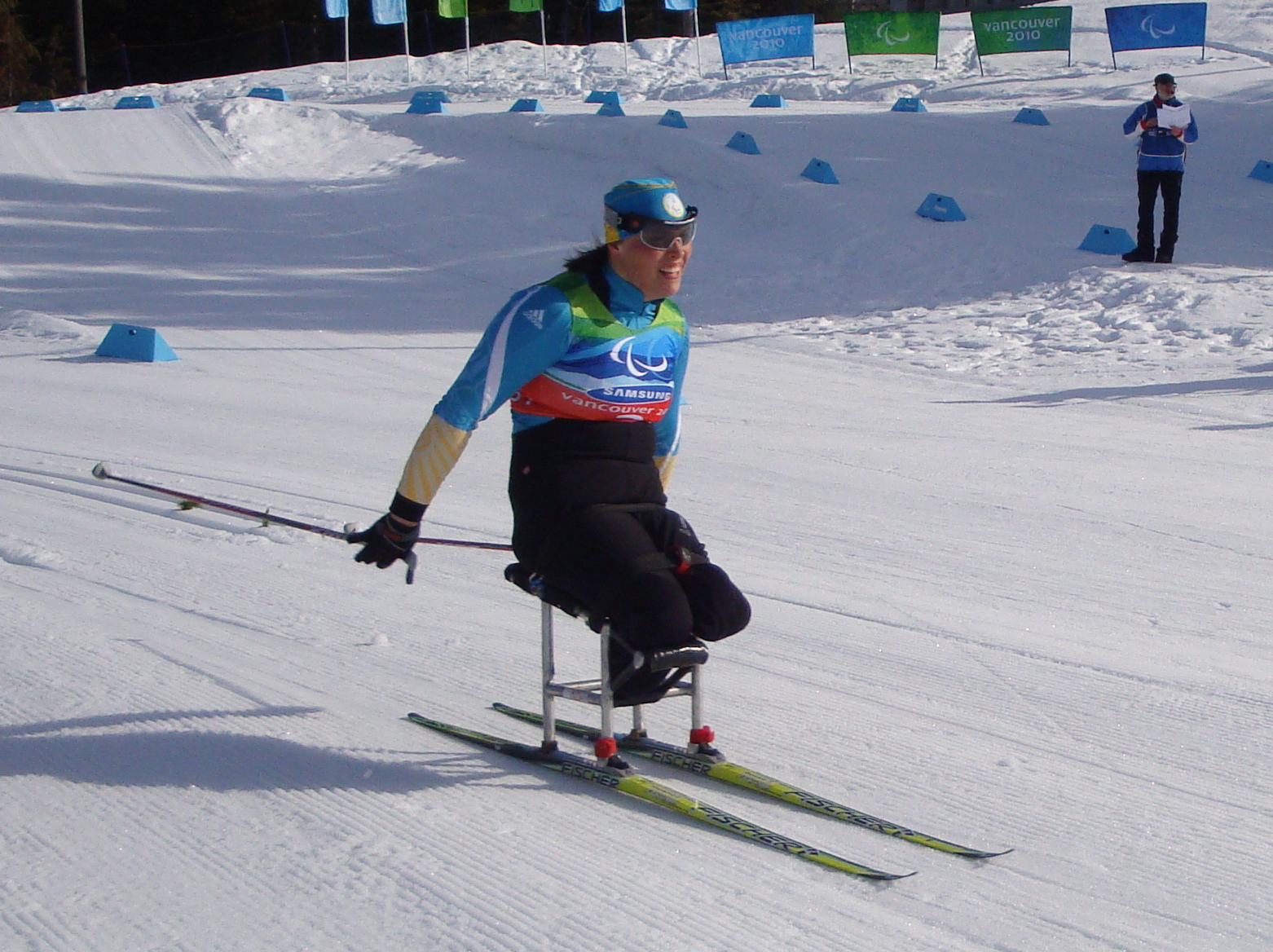
Olena Iurkovska aux Jeux paralympiques de 2010.